# Nightbook
 (octobre 2020).
Albums de Ludovico Einaudi
Cloudland
(2009) Live In Prague
(2009)
Nightbook est un album du compositeur et pianiste italien Ludovico Einaudi, publié en 2009.

## Pour piano, cordes et électro
L'Album enregistré aux Planet Roc Studios et Teldex Studio à Berlin, ainsi qu'au Planet Ludo à Milan est publié le 24 septembre 2009. La composition est une illustration musicale de la transition entre obscurité et lumière. Einaudi dit de son album « C'est un paysage nocturne, un jardin à peine visible sous la lueur des étoiles qui parsèment l’obscurité du ciel, les ombres des arbres tout autour…... Comme dans un rêve, tout peut se produire ».[réf. nécessaire]
Tous les titres sont écrits pour piano, musique électroniques et cordes (violoncelle solo ou avec alto et violon), sauf les titres 5, 8, 13 et 14 pour piano solo et les titres 1 et 11 pour piano et synthétiseurs. De nombreux autres instruments sont utilisés ; piano électrique, clavecin, guitare acoustique, basse électrique, celesta, percussions (batterie, marimba, vibraphone, Carillon tubulaire...).
Marco Decimo est au violoncelle solo, Robert Lippok à l'électro, son frère Ronald Lippok aux percussions avec Mauro Durante et Harald Kündgen.
- le titre 13 (Solo) est un morceau caché qui suit le titre 12 après 3:11 de silence
- le titre 14 (Berlin Song), est téléchargeable sur la plateforme dédiée[2].

Le critique Rick Anderson sur Allmusic considère que « La grande majorité de ces pièces [de l'album] sont cependant d'une beauté spectaculaire, même si elles trompent gentiment l'auditeur par leur simplicité en surface ».
L'album est au sommet du palmarès des albums classiques au Royaume-Uni en octobre 2009 et y est le 20e album classique le plus vendu de l'année 2010.

## Pistes
1. In Principio – (2:51)
2. Lady Labyrinth – (5:30)
3. Nightbook – (5:50)
4. Indaco – (5:21)
5. The Snow Prelude No.15 – (4:28)
6. Eros – (5:36)
7. The Crane Dance – (3:05)
8. The Snow Prelude No.2 – (4:08)
9. The Tower – (4:40)
10. Rêverie – (4:40)
11. Bye Bye Mon Amour – (7:37)
12. The Planets – (7:07)
13. (Solo) – (8:46) (Morceau caché)
14. Berlin Song – (4:22)